# Monument aux Grands Hommes de la Martinière
Le Monument aux Grands Hommes de la Martinière est un monument situé place Gabriel-Rambaud dans le 1er arrondissement de Lyon, inauguré le 10 décembre 1911. 

## Description
Le Monument aux Grands Hommes de la Martinière est monument composé de quatre bustes en bronze, représentant chacun des personnalités importantes relatives aux Écoles de La Martinière : Charles-Henri Tabareau, Claude Martin, Gaspard Alphonse Dupasquier et Louis Dupasquier. 
Situé place Gabriel-Rambaud dans le 1er arrondissement de Lyon, à proximité du lycée technique La Martinière - Terreaux, il a été inauguré le 10 décembre 1911. L'architecte du monument est Joseph Dubuisson et son sculpteur est Charles Textor,,.
La plaque inaugurale indique ceci :

« LA PENSEE CREATRICE DE LA MARTINIERE / A ETE DE FONDER UNE GRANDE ECOLE OU LE FILS DE L’OUVRIER / PÛT ACQUERIR LES CONNAISSANCES DES SCIENCES APPLIQUEES / QUI EN MEME TEMPS QU’ELLES ENNOBLISSENT LES PROFESSIONS / MANUELLES ELEVENT SOUVENT CEUX QUI LES PRATIQUENT AU RANG / DES HOMMES LES PLUS UTILES AU PAYS. H. TABAREAU 1865 / CE MONUMENT / ERIGE PAR SOUSCRIPTION / SUR L’INITIATIVE DE LA / SOCIETE DES ANCIENS ELEVES DE LA MARTINIERE / ET DE SON PRESIDENT TOBIE ROBATEL / ET SOUS LE PATRONAGE DE Mr EDOUARD HERRIOT MAIRE DE LYON / A ETE INAUGURE LE 10 DECEMBRE 1911 »

Les bustes en bronze furent fondus sous le régime de Vichy, puis restitués à l’identique en 1959.